# Nouvelle Mosquée (Mytilène)
La Nouvelle Mosquée (en grec moderne : Γενί Τζαμί ; turc : Yeni Cami) est un monument ottoman situé à Mytilène, dans l'île de Lesbos, en Grèce. Érigée vers 1825, la mosquée est la plus grande et la plus récente de la ville.

## Histoire
Le 14 septembre 1462, les troupes ottomanes s'emparent de Mytilène, capitale de l'île de Lesbos. Au XIXe siècle, la ville connaît une période de prospérité  qui se traduit par un développement urbain important. En 1825-1826, le gouverneur local Kulaksızzade Mustafa Ağa commandite une nouvelle mosquée dans le quartier du bazar, actuellement appelé Epáno Skála, à environ 50 mètres des bains situés plus à l'ouest et construits quelques années auparavant. Une école coranique, fondée par Hadji Muhammed Ağa, le manoir du mufti Halim Pacha et un cimetière ottoman complètent le complexe de la mosquée au nord et à l'est,,. Il est probable que le monument soit érigé à l'emplacement d'une précédente mosquée ottomane, à proximité des vestiges d'un pont romain en marbre.
À la suite de l'échange de population en 1923, le lieu accueille la population musulmane rurale de l'île réfugiée à Mytilène. La mosquée est cependant laissée peu à peu à l'abandon après l'exil de la majorité des Turcs. Le minaret s'effondre durant l'hiver 1937. La dégradation du monument est accélérée à partir de 1951, date à laquelle le dôme s'effondre à son tour.
La Nouvelle Mosquée est classée monument historique à partir de 1956,. Il faut cependant attendre 1979 pour qu'un projet de sauvetage et de restauration conduit par la municipalité de Mytilène voit le jour sous l'égide de l'architecte Konstantínos Mylonás. Les travaux ne débutent finalement que près de 20 ans plus tard sous la supervision de la 14e Éphorie des antiquités byzantines.

## Architecture
La Nouvelle Mosquée de Mytilène est située au croisement des rues Ermoú et Agramitíou. La grande salle de prière mesure 17,30 × 16,70 m, l'édifice ayant une longueur totale de 22 m en ajoutant le porche de 8 m de haut à cinq arches en façade et huit colonnes en marbre,. Seule la moitié du minaret qui s'élevait à environ 30 m est conservée à l'angle nord-ouest de l'édifice. Sa base carrée préservée est constituée de pierre d'Ayvalık. Dans l'angle nord-est, un escalier extérieur de 25 marches permettait aux femmes d'accéder à la galerie intérieure en bois qui surplombait un vestibule. Mesurant 5 m de large, ce dernier est rythmé par des piliers de 2 m de haut et cinq coupoles,. Le toit en tuiles à 12 m de haut aujourd'hui disparu était surmonté en son centre d'un dôme composé de bois, de mortier de chaux, d'armatures métalliques et recouvert de plomb, une architecture unique dans les Balkans.
L'intérieur de la salle de prière était orné de riches décorations peintes à dominante vertes, dans un style architectural général mêlant influences ottomanes et byzantines. Quatre piliers centraux sont reliés par des arcs à deux colonnes engagées dans chaque angle, le tout cintré par des armatures de fer, formant ainsi la structure principale des parties sommitales de la pièce. Le mihrab polychrome de près de 6 m de hauteur est préservé au centre du mur méridional.
L'édifice présentait deux entrées donnant sur la cour nord. À l'ouest, une grille encadrée de piliers en pierre d'Ayvalık constituait l'entrée principale depuis le bazar (actuelle rue Ermoú), tandis qu'à l'est se trouvait une entrée secondaire privilégiée par les femmes. Depuis chaque côté, sept marches en marbre permettaient de rejoindre le niveau du porche dallé de marbre.

## Galerie

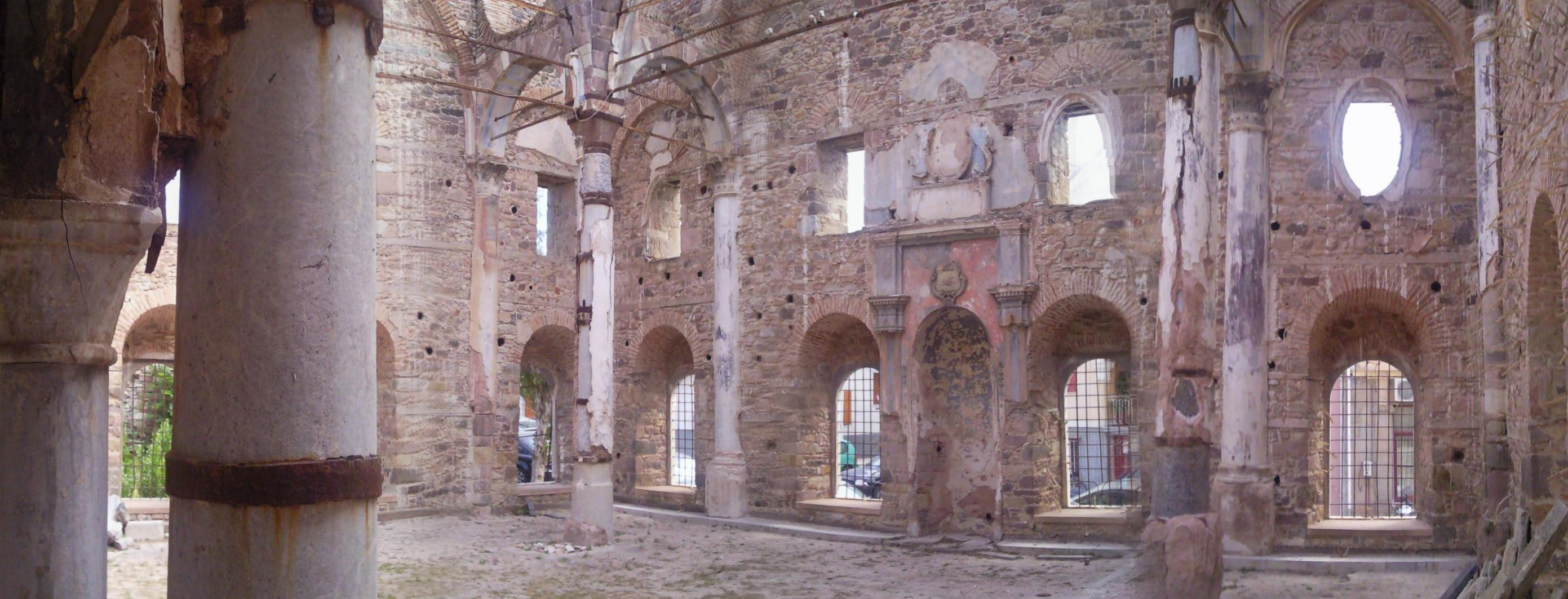
Intérieur de la mosquée depuis l'angle nord-ouest.
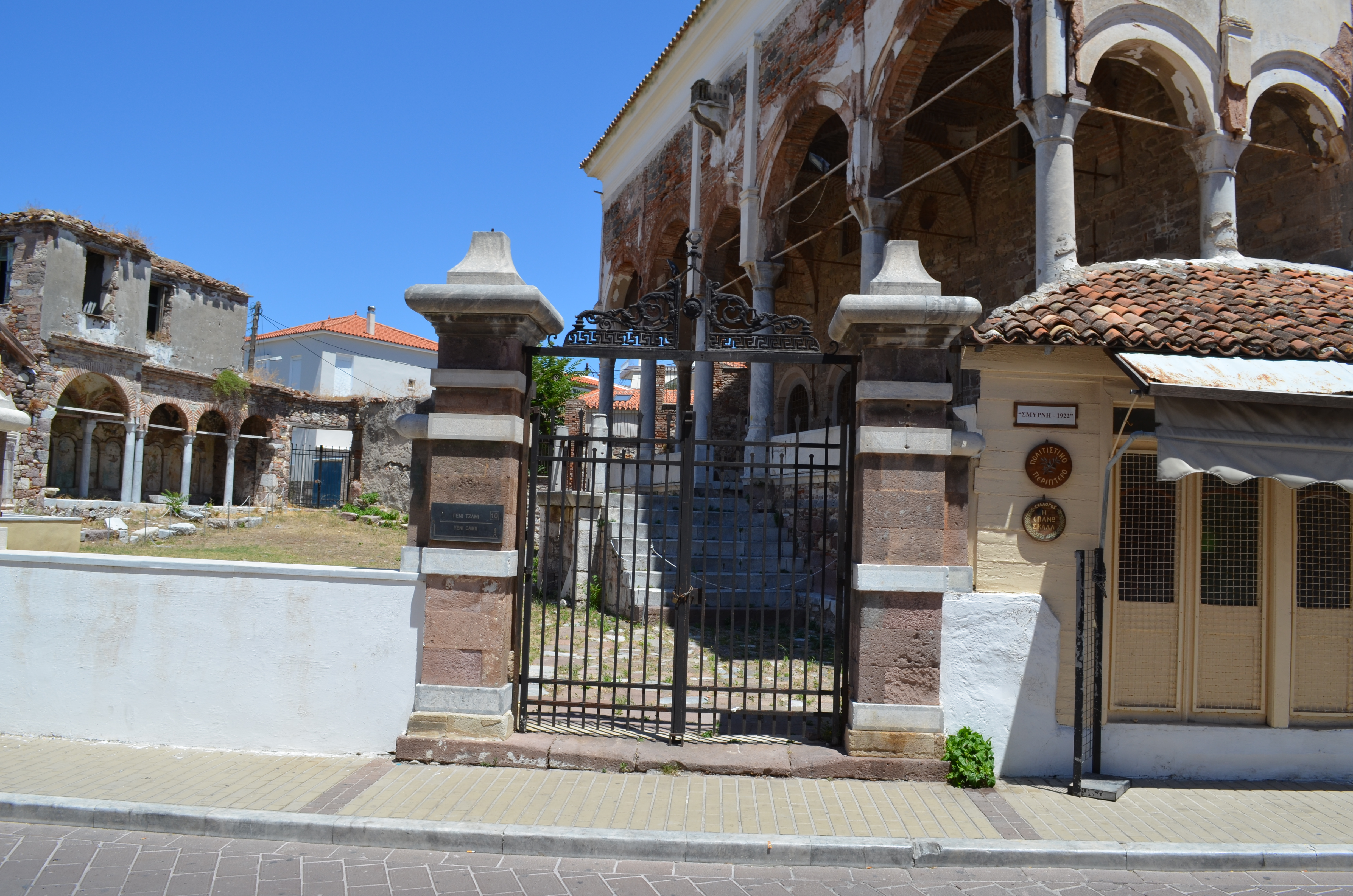
Vue de la mosquée depuis le nord-ouest, avec l'ancienne maison du mufti à gauche.